# Saulo Estevao da Costa Pimenta
Saulo Estevao da Costa Pimenta (sinh ngáy 11 tháng 4 năm 1974) là một cầu thủ bóng đá người Brasil.

## Sự nghiệp câu lạc bộ
Saulo Estevao da Costa Pimenta đã từng chơi cho Albirex Niigata.

## Thống kê câu lạc bộ

### J.League
| Đội             | Năm       | J.League | J.League | J.League Cup | J.League Cup | Tổng cộng | Tổng cộng |
| Đội             | Năm       | Trận     | Bàn      | Trận         | Bàn          | Trận      | Bàn       |
| --------------- | --------- | -------- | -------- | ------------ | ------------ | --------- | --------- |
| Albirex Niigata | 1999      | 23       | 6        | 2            | 0            | 25        | 6         |
| Tổng cộng       | Tổng cộng | 23       | 6        | 2            | 0            | 25        | 6         |